# Aristokritos (Spartaner)
Aristokritos (altgriechisch Ἀριστόκριτος Aristókritos) war ein Spartaner der griechischen Antike.
Literarisch erscheint er mehrfach bei Pausanias, wo er als Vater des Feldherren Lysandros vorgestellt wird, der im 5. Jahrhundert v. Chr. wirkte. Er erscheint zudem mehrfach in attischen Inschriften. Plutarch nennt den Vater des Lysandros in seiner Lysandros-Biographie Aristokleitos (Ἀριστόκλειτος Aristókleitos).